# Jesse Gelsinger
Jesse Gelsinger (18 de junio de 1981 - 17 de septiembre de 1999) fue la primera persona que murió en un ensayo clínico de la terapia génica. Jesse sufría déficit de ornitina transcarbamilasa, una enfermedad genética ligada al cromosoma X, cuya consecuencia es la incapacidad de metabolizar el amonio en urea, provocando su acumulación. La enfermedad puede ser mortal si no se trata. Jesse Gelsinger sufría una forma no congénita, usualmente menos grave de la enfermedad, que le permitía vivir de forma normal siguiendo una dieta adecuada y tomando algunos medicamentos.
Gelsinger fue incluido en un estudio a realizar en la Universidad de Pensilvania en colaboración con Genovo. El estudio estaba destinado a desarrollar un tratamiento eficaz para los recién nacidos con deficiencia genética congénita, los más propensos a morir por su causa. Era un estudio en fase I, cuyo objetivo es definir la dosis eficaz y su seguridad. El 13 de septiembre, Gelsinger fue tratado con un vector adenoviral que portaba el gen que contrarrestaba su enfermedad, administrándosele la dosis más alta. Murió cuatro días más tarde, el 17 de septiembre, como consecuencia de una fuerte respuesta inmune causada por el uso del vector viral, lo que conllevó un fallo multiorgánico y muerte cerebral. 

## Investigación de la FDA
La investigación llevada a cabo por la Food and Drug Administration (FDA) concluyó que los científicos involucrados en el ensayo clínico (entre ellos el Dr. James M. Wilson) mostraron un comportamiento inadecuado, hablándose incluso de negligencia, entre los que se encuentran las siguientes acciones:
- Incluyeron a Gelsinger como sustituto de otro voluntario que se echó atrás, a pesar de poseer niveles más altos de amino que los que deberían haberse testado en este ensayo.
- Fallo por parte de la universidad para informar a los pacientes que habían experimentado efectos secundarios como causa de la terapia génica.
- Fallo en la documentación de consentimiento, en la que no se discutía claramente la muerte de monos que fueron expuestos a un tratamiento similar.

La Universidad mostró desacuerdo con algunos de estos puntos, pero los padres de Jesse recibieron una compensación económica.

## Repercusión
El caso de Jesse Gelsinger tuvo una gran repercusión mediática, incluyendo a la comunidad científica, que a partir de ese año comenzó a ser más prudente con los ensayos de terapia génica.